# Barbiglio

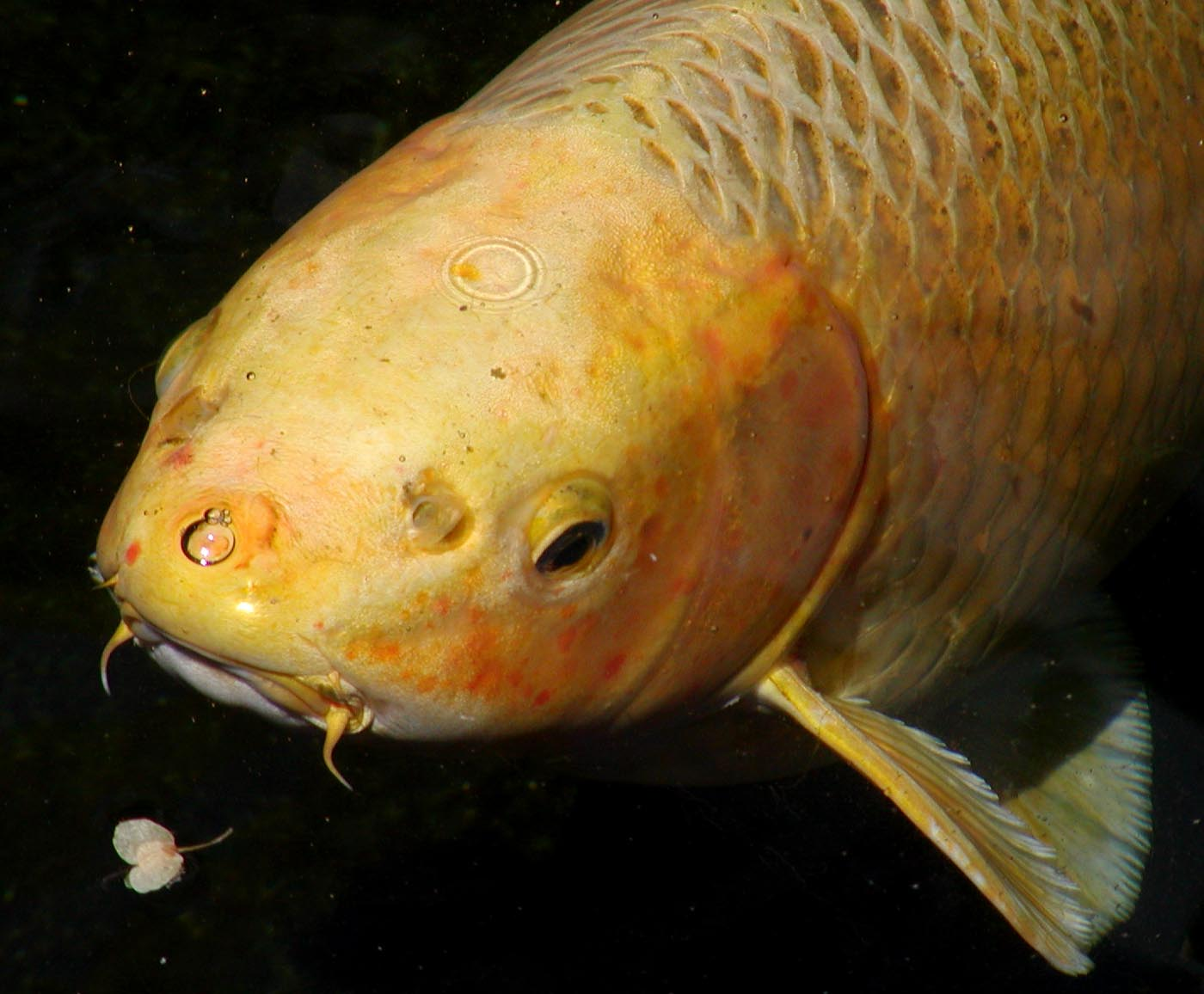
Questa carpa koi ha due paia di barbigli, il secondo dei quali abbastanza piccolo

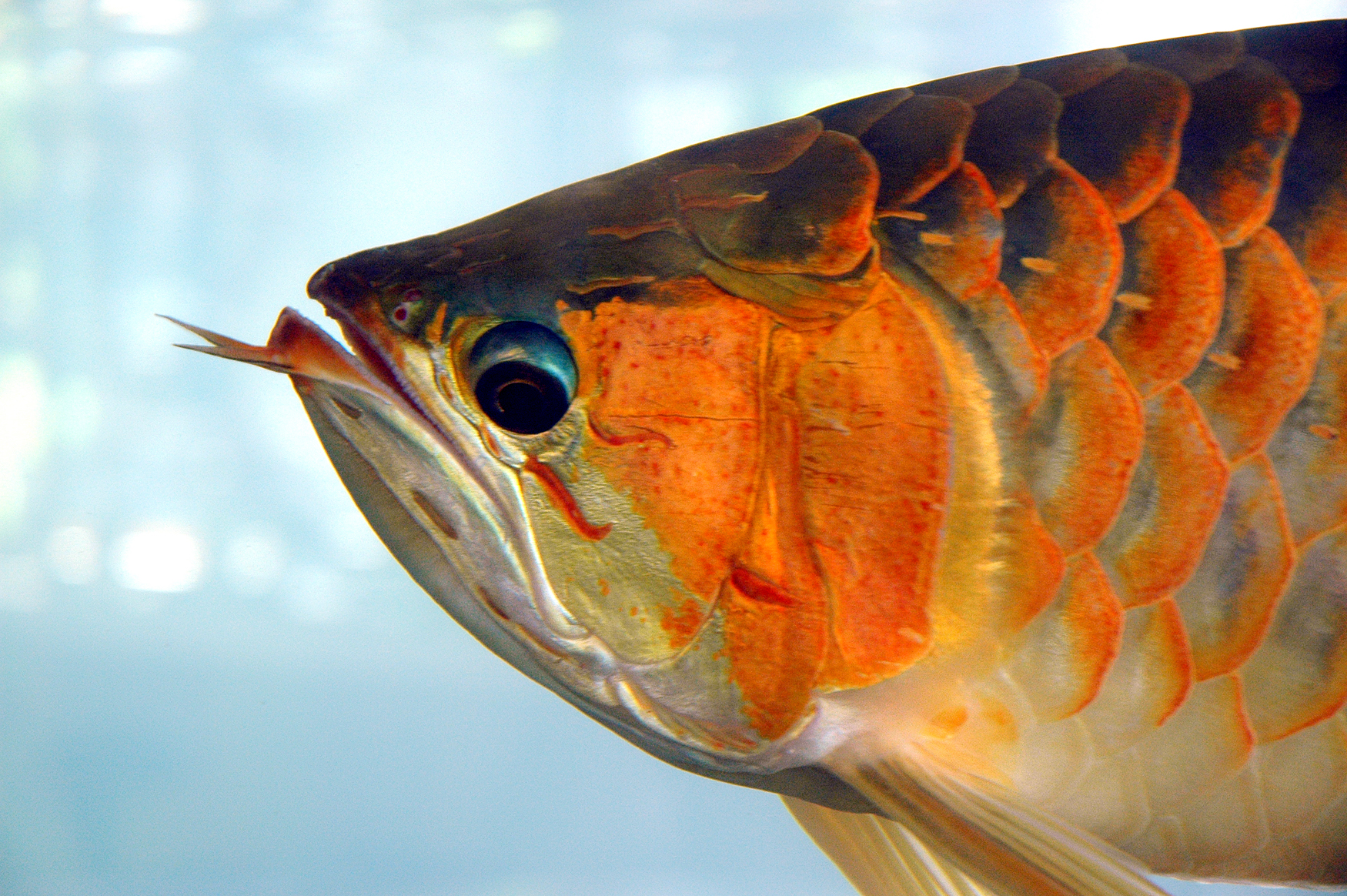
Lo Scleropages formosus ha grandi e sporgenti barbigli

Un barbiglio in un pesce è un organo tattile snello e simile nella forma alla barba umana, posto in genere vicino alla bocca.
Tra i pesci che presentano barbigli, ci sono il pesce gatto, la carpa, la triglia, lo storione ed alcune specie di squalo. Identificano il tatto in questi animali e vengono usati per cercare cibo in acque oscure.
Sono a volte confusi con barbe e barbule, parti della piuma degli uccelli atte al volo.
I barbigli si possono trovare in varie parti del muso del pesce. Ci si riferisce a barbigli maxillari se si trovano su entrambi i lati della bocca, ma esistono anche barbigli nasali, che si protendono dalle narici. Possono anche essere mandibolari o mentali se sono localizzati sul mento.

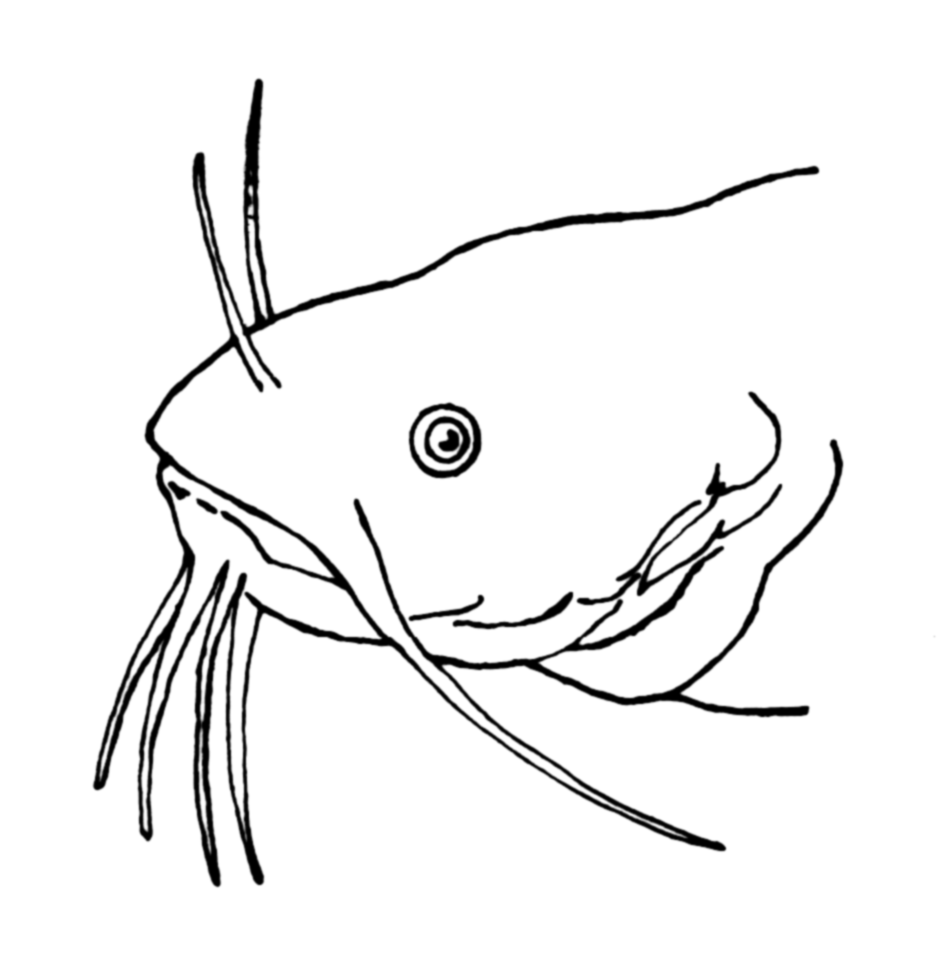